# Зінченко Арсен Леонідович
Арсен Леонідович Зінченко (нар. 20 липня 1948, с. Парпурівці) — український історик, громадський діяч, народний депутат 1 скликання, доктор історичних наук, професор. З вересня 2006 по серпень 2014 року завідувач, професор кафедри історії України, Київського Університету ім. Бориса Грінченка. З листопада 2014 р. по травень 2017 р. — заступник директора Науково-дослідного інституту українознавства Міністерства освіти і науки України.

## Біографія
Народився 20 липня 1948 в селі Парпурівці Вінницької області в сім'ї учителів, українець. У 1968 — 1970 рр. — учитель математики восьмирічної школи в с. Строїнці, середньої школи с. Луки-Мелешківської Вінницької області, у 1967—1972 рр. навчався на фізико-математичному, а в 1971—1975 рр. на історичному факультетах Вінницького педагогічного інституту. У 1973–1974 році на службі в Радянській Армії. У 1976—1980 рр. вчитель математики й історії Вінницької СШ № 1. З 1977 року — аспірант Інституту історії СРСР АН СРСР (відділ історії СССР періоду капіталізму). У 1980—1990 роках — викладач, старший викладач, доцент кафедри всесвітньої історії Вінницького педагогічного інституту. Висунутий кандидатом у народні депутати колективом Вінницького державного педагогічного інституту. З березня 1990 по квітень 1994 року — народний депутат України за Замостянським виборчим округом № 24 Вінницької області. Член Комісії з питань народної освіти і науки, голова підкомісії загальної освіти. З липня 1992 — перший заступник голови, а з серпня 1992 по жовтень 1994 р. — голова Ради у справах релігій при Кабінеті Міністрів України. З жовтня 1994 по січень 1998 — старший науковий працівник Центру пам'яткознавства НАН України і УТОПІК. З 1998 по 2003 рік — декан факультету міжнародних відносин, завідувач кафедри міжнародних відносин Київського міжнародного університету. У квітні 2002 року кандидат в народні депутати України від Блоку Юлії Тимошенко, № 40 в списку. У 2004—2006 роках провідний науковий працівник Центру українознавства КНУ ім. Т. Шевченка. З вересня 2006 по серпень 2014 року завідувач, професор кафедри історії України, Київського Університету ім. Бориса Грінченка. З листопада 2014 р. по травень 2017 р. — заступник директора Науково-дослідного інституту українознавства Міністерства освіти і науки України. З листопада 2019 р. — науковий працівник Центру історії Вінниці (з лютого 2022 р. — «Музей Вінниці»).

## Освіта
- Вінницький політехнічний технікум (1962—1966);
- Вінницький педагогічний інститут, фізико-математичний факультет (1967—1972), історичний факультет (1971—1975);
- Аспірант Інституту історії СРСР АН СРСР (1977—1981);
- Кандидатська дисертація на тему: «Секуляризація церковного землеволодіння на Правобережній Україні (кінець XVIII — 40-і роки XIX ст.)» (Ін-т історії СРСР АН СРСР, 1984);
- Докторська дисертація на тему: «Життя і діяння митрополита Василя Липківського» (Ін-т історії України НАН України, 1998).

## Сім'я
Батько — Леонід Васильович (1916—1995) — учитель; мати — Ганна Федотівна (1922 — 2011) — учителька; дружина Надія Антонівна (1953) — вчителька історії, заступник директора з навчальної роботи СШ № 226 м. Києва; син Роман (1977) — директор ТОВ «Центр медіа-технологій»; син Андрій (1981) — технічний директор ТОВ «Графіт-медіа».

## Громадська діяльність
- Член КПРС (1975—1990), член партбюро історичного факультету Вінницького педагогічного інституту, член парткому інституту;
- Член НРУ, делегат установчого з'їзду НРУ, голова Товариства української мови ім. Т. Г. Шевченка істфаку Вінницького педінституту, та член правління інститутської організації;
- Делегат установчого з'їзду товариства «Меморіал»
- Голова правління обласного краєзнавчого товариства «Поділля» (1988—1995).
- Член проводу Української республіканської партії, член проводу Української республіканської партії «Собор»
- Делегат Об'єднавчого православного церковного Собору 15 грудня 2018 р.

## Наукові праці
Автор понад 200 наукових праць, зокрема навчальні посібники для шкіл:
- «Наш край — Поділля» (1992),
- «Поділля» (1998);
- навчальні посібники для вищої школи:
- Історія дипломатії від давнини до початку нового часу: Навч. посібник. (Вінниця, 2002)
- Історія дипломатії: від давнини до нового часу: навчальний посібник (К., 2005)
- Новітня історія релігійних спільнот в Україні: навчальний посібник для студентів спеціяльности «Історія» (К., 2011)
- Історія. Вступ до спеціяльности: навч. посібник для студ. вишів спец. «Історія» (2014)

монографії:
- «Благовістя національного духу: Українська церква на Поділлі в 20-і роки XX ст.» (1993),
- «Церковне землеволодіння на Правобережній Україні наприкінці XVIII — в першій половині XIX століття» (1994),
- «Визволитися вірою: Життя і діяння митрополита Василя Липківського» (К., 1997).
- «Ієрархи Української церкви: митрополит Микола Борецький, архієпископ Костянтин Кротевич, митрополит Іван Павловський» (2003);
- «Нариси історії подільського селянства: 1917—1930 pp.» (Вінниця, 2008).
- Пересопницьке Євангеліє 1556—1561 рр.: традиція, епоха, творці (К., 2011)
- Храми Якима Погрібняка. (К., 2016.).
- Життя і служіння Митрополита Василя Липківського (К., 2017).
- «Руські парафії міста Вінниці у XVIII столітті» (Вінниця, 2020).
- «Руські парохії міста Вінниці у XVIII столітті» (Вінниця, 2021). — Вид. 2-ге, випр. і доп.)
- Голодомор на Вінниччині 1932—1933 рр.: скрижалі пам'яті (Вінниця, 2022).
- Любов. Перелюб. Дітозгубництво. (Вінницький повіт і довкруж. 20 — 40-ві рр. ХІХ ст.). (Вінниця, 2023).
- Вінницьке намісництво (деканат) Русько-Католицької Церкви у XVIII столітті. Дослідження. (Запоріжжя, 2023)[3]

Збірники документів:
- «„В Українській Церкві велика була духовна сила“: Становлення Української автокефальної православної церкви в описах самовидців та учасників церковно-визвольного руху на Сіверщині та в Середньому Подніпров'ї 1917—1925 рр.» (Ніжин, 2012)
- Микола Горбович — громадянин, гуманіст, просвітник (Вінниця, 2013)

Літературні твори
Збірка оповідань «Гілля старого глека» (2008)
Збірка оповідань «Цвіт півонії» (2016)
Збірка оповідань «Роздоріжжя» (2020)
Збірка оповідань "Мартінів рюкзачок" (2025)